# Küçükçekmece

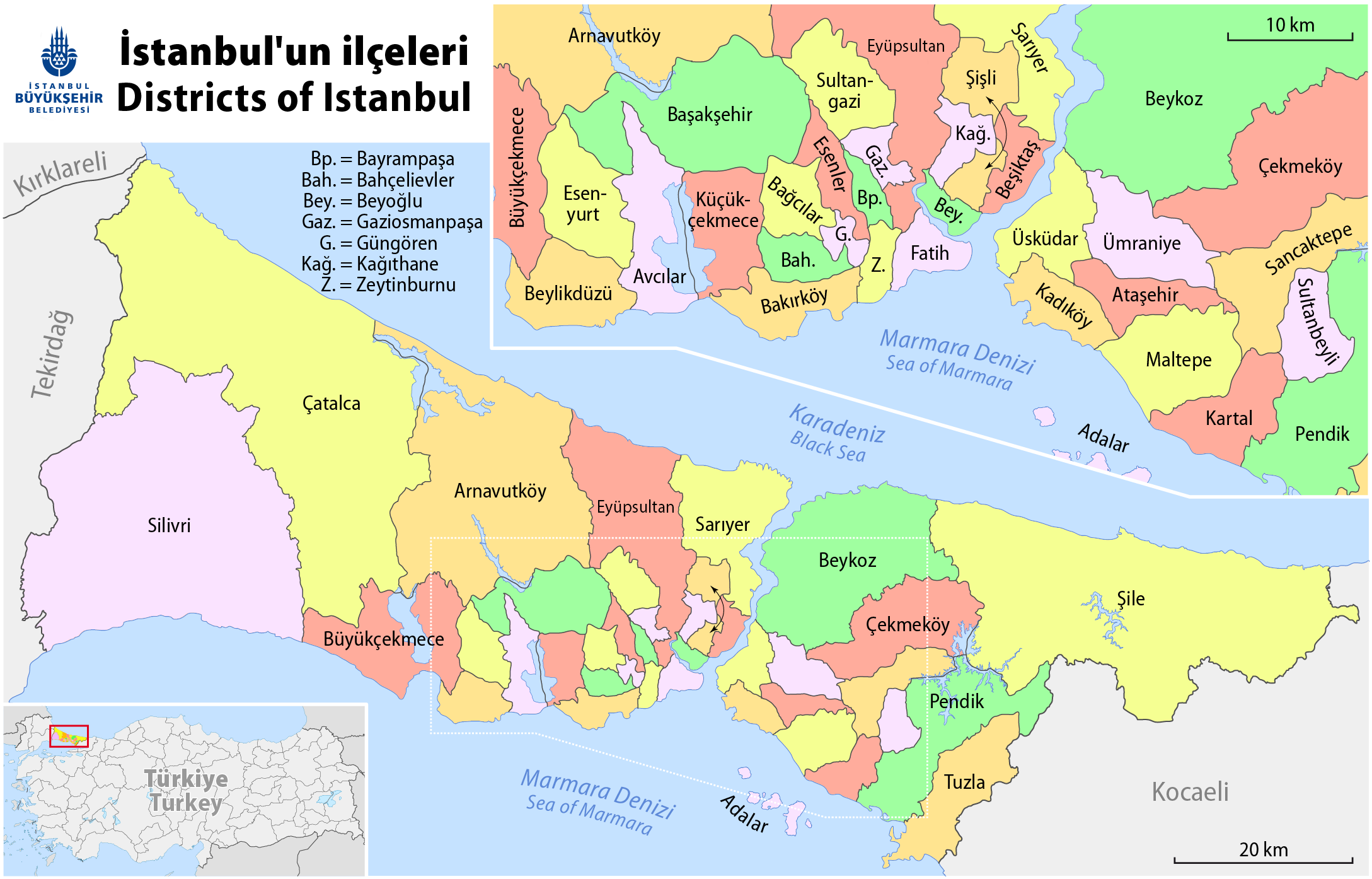
Küçükçekmece Isztambul 2008-as térképén

Küçükçekmece [ejtsd: kücsükcsekmedzse] Isztambul egyik európai fekvésű kerülete, Isztambul tartomány egyik körzete. 1987 óta önálló körzet, előtte Bakırköy részét képezte. A 2008-as közigazgatási átalakítások következtében lakossága 785 392 főről 662 566 főre csökkent. Területe 118 km². 
A régió története egészen  i. e. 130 000-ig visszavezethető, ezen felül története Isztambul történetét követi. A kerület egyik fontos műemléke a 17. századi Szinán-híd, melyet a híres oszmán építész, Szinán tervezett.